# سلرا
سلرا (به اسپانیایی: Celrá) یک منطقهٔ مسکونی در اسپانیا است که در ژیرونس واقع شده‌است. سلرا ۱۹٫۵ کیلومتر مربع مساحت دارد.